# Kincardine (Ontario)

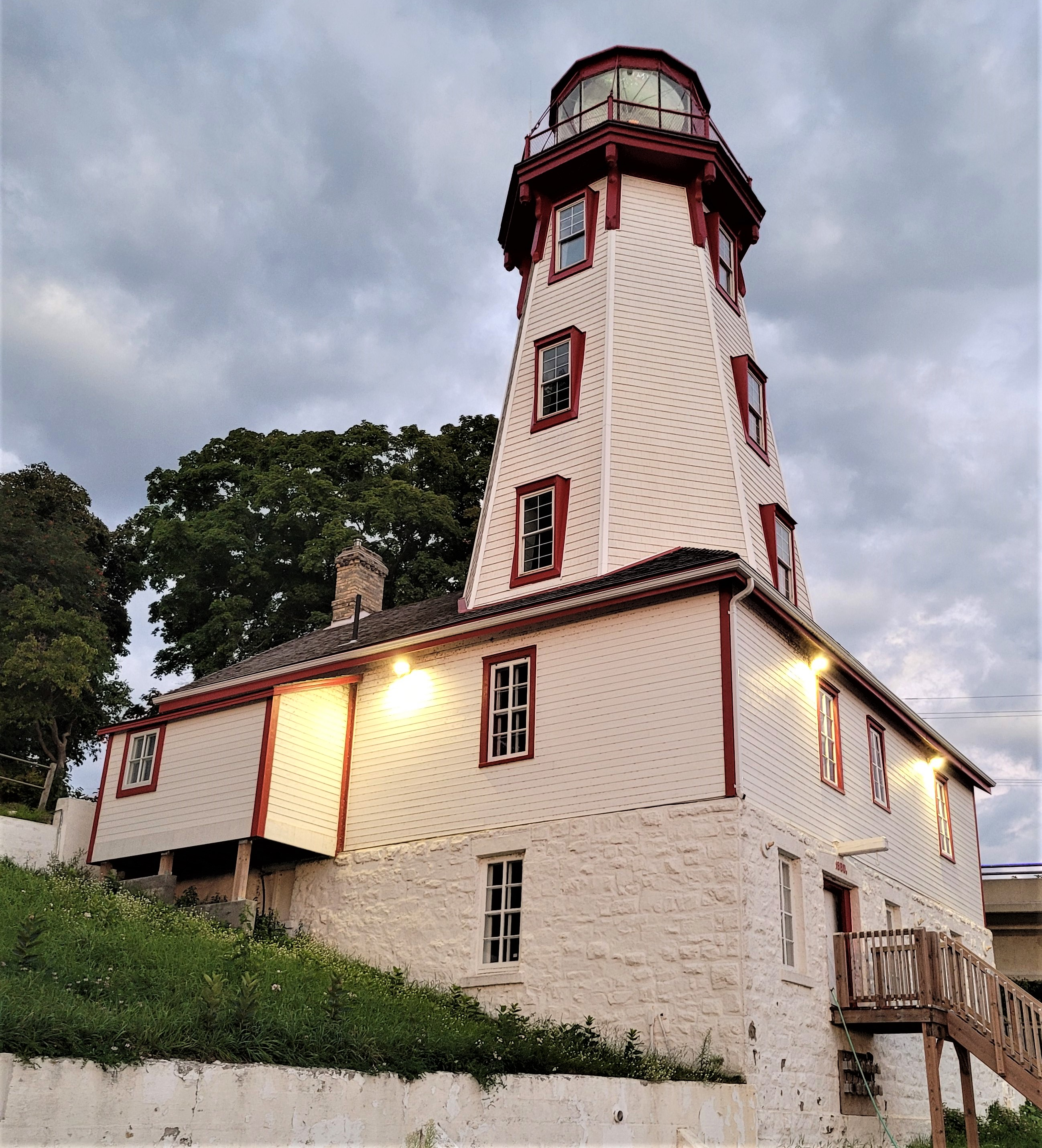
Faro, Kincardine (Ontario)

Kincardine è un comune del Canada, situato nella provincia dell'Ontario, nella contea di Bruce.